# Cassida seraphina
Cassida seraphina is een keversoort uit de familie bladkevers (Chrysomelidae). De wetenschappelijke naam van de soort werd in 1836 gepubliceerd door Édouard Ménétries.